# San Miguel de la Campana
San Miguel de la Campana är en ort i kommunen Otzoloapan i delstaten Mexiko i Mexiko. Samhället hade 136 invånare vid folkräkningen år 2020.